# EXILE ATSUSHI Premium Live 〜The Roots〜
『EXILE ATSUSHI Premium Live 〜The Roots〜』（エグザイル・アツシ・プレミアム・ライブ・ザ・ルーツ）は、EXILE ATSUSHIのライブ・ビデオである。2011年5月11日発売。
2011年1月24日、TBS系列で放送されたソロ・ライブを映像化した作品。第25回日本ゴールドディスク大賞ザ・ベスト・ミュージック・ビデオを受賞した『EXH SPECIAL EXILE ATSUSHI PREMIUM LIVE SOLO』の第2弾となる。テレビでは未放送だった楽曲6曲も含めた全18曲、さらに特典映像としてメイキング映像を収録。
発売初週に8万4000枚を売り上げ、オリコンチャートのDVD週間ランキング初登場総合第1位を獲得した。男性ソロアーティストの音楽作品の1枚目からの2作連続首位は、堂本剛以来史上2人目となる。
さらに、2011年6月13日付オリコンDVD総合/音楽ランキングで週9,000枚を売り上げ再び首位を獲得。総合首位に返り咲いたのは宇多田ヒカル『SINGLE CLIP COLLECTION VOL.1』以来史上2人目となる。

## 収録曲
1. Freak Out
発売当初は未発表曲。
「Freak Out feat. DOBERMAN INC」として、ファースト・アルバム『Solo』に収録。
2. Another World
発売当初は未発表曲。
アルバム『Solo』に収録。
3. 最後の雨
中西保志の楽曲。
4. Missing
久保田利伸の楽曲。
5. らいおんハート
SMAPの楽曲。
6. こんなにもながい君の不在
EXILEのファースト・アルバム『our style』収録曲。
EXILEのアルバム『EXILE COVER』にもライブ音源として収録。
アルバム『Solo』に隠しトラックとしてこのアレンジと同じものが収録されている。
7. FIND YOU
COLORの楽曲。一日限り初期COLORメンバーが再結成された。
8. 言葉にできない
オフコースの楽曲。
9. END OF THE ROAD
Boyz II Menの楽曲。
10. Lost Moments 〜置き忘れた時間〜
COLORの楽曲。
11. So Special -Version EX-
EXILE ATSUSHI+AI名義の楽曲。
12. Story
AIの楽曲。
13. Change My Mind
EXILEの楽曲。
14. You're my "HERO"
発売当初は未発表曲。
アルバム『Solo』に収録。
15. GEORGY PORGY
TOTOの楽曲。
EXILEのアルバム『EXILE COVER』にもライブ音源として収録。
16. RIBBON IN THE SKY
スティーヴィー・ワンダーの楽曲。
17. Lovers Again
EXILEの楽曲。
18. いとしのエリー
サザンオールスターズの楽曲。